# Dyserth
Dyserth (en anglais) ou Diserth (en gallois) est un village et une communauté du Denbighshire, au pays de Galles.
Il est situé dans le nord du comté, juste au sud de la ville de Prestatyn.

## Démographie
Au recensement de 2011, la communauté de Dyserth comptait 2 269 habitants.